# Scolelepis geniculata
Scolelepis geniculata är en ringmaskart som beskrevs av Imajima 1992. Scolelepis geniculata ingår i släktet Scolelepis och familjen Spionidae. Inga underarter finns listade i Catalogue of Life.